# Ulrich Kunath
Ulrich Wolfram Kunath (* 1. November 1942) ist ein ehemaliger deutscher Chirurg und Pionier in der minimalinvasiven Chirurgie. Daneben ist er als Schriftsteller tätig.

## Leben
Ulrich Kunath wurde als drittes Kind des Dipl. Handelslehrers Hans Kunath und der Lehrerin Elsa Kunath, geb. Reimann in Elbing/Westpreußen geboren. Der Vater ist im Krieg 1944 gefallen, die Mutter verstarb 1950. Kunath wuchs bei seiner Großmutter mütterlicherseits in Minden/Westfalen auf, wo er am Bessel-Gymnasium 1962 das Abitur ablegte.
Nach dem Medizinstudium in Tübingen, Düsseldorf und Hamburg (1962–1968) machte Kunath sein Staatsexamen in Hamburg. Anschließend absolvierte er die Medizinalassistentenzeit. 1970 erhielt er seine Approbation. Seine Weiterbildung in Chirurgie bekam er am Kantonsspital St. Gallen (R. Amgwerd, B. G. Weber) und an der Chirurgischen Universitätsklinik Frankfurt (F. Stelzner). Facharzt für Chirurgie wurde er im Dezember 1975 in Frankfurt.
In Frankfurt wurde Kunath im Juni 1977 auch habilitiert aufgrund seiner Schrift „Die Bedeutung der Bursa infracardiaca für die Pathogenese der Hiatusgleithernie“, die Umhabilitation erfolgte in Bonn im Januar 1978.
1977 wurde er Oberarzt und 1980 Stellvertreter des Klinikdirektors des Universitätsklinikums Bonn (F. Stelzner). 1980 wurde er außerplanmäßiger Professor und 1982 C3-Professor in Bonn.
1986 wechselte er an die Klinik für Allgemein-, Thorax- und Gefäßchirurgie der Städtischen Kliniken Saarbrücken, wo er Chefarzt wurde. In der gleichen Position arbeitete er danach 1991 an der Chirurgischen Klinik im Klinikum Am Urban Berlin. Privatärztlich war er seit 1998 tätig (Ärztlicher Direktor Meoclinic Berlin und als Leitender Chirurg EuromedClinic Fürth). In Tansania arbeitete er zwischenzeitlich als Chirurg in einem Missionshospital in Puma. Daneben war Kunath Gutachter der Schlichtungsstelle für Fragen zur Arzthaftpflicht in Hannover.
Seit dem Rückzug aus dem Berufsleben 2007 widmete sich Kunath der schriftstellerischen Tätigkeit. Er veröffentlichte Romane überwiegend im Epubli-Verlag Berlin. Kunath ist verheiratet (1968), hat zwei Töchter (Kunath-Brüch, Architektin, Dr. Kettler, Allgemeinmedizinerin) und lebt in Brandenburg nahe Berlin.

## Wissenschaftliche Arbeitsgebiete
- Biomechanik der Speiseröhre mit neuen Erkenntnissen und reproduzierbaren Experimenten zur Pathogenese der Hiatusgleithernie und des gastroösophagealen Refluxes
- Pathogenese der Leistenhernie

## Operative Schwerpunkte
- Ösophaguschirurgie, colorektale Chirurgie und Proktologie, minimalinvasive Chirurgie seit Januar 1990
- Kunath hat 1978 als Erster in Deutschland die stumpfe Dissektion der Speiseröhre (Entfernung ohne Öffnung des Brustkorbs) in zahlreichen Fällen erfolgreich durchgeführt,[2] ebenso 1998 in minimalinvasiver Technik.[3] Ferner hat er als Erster in Deutschland 1994 das laparoskopische Gastric Banding (Magenband bei pathologischer Adipositas),[4] 1993 die thorakoskopische Myotomie bei Achalasie vorgenommen.[5]

## Ehrungen
- A.-W.- Fischer-Preis der Deutschen Sektion des International College of Surgeons 1980
- Ehrendoktor der Medizinischen Fakultät der Universität Moskau 1996

## Publikationen

### Medizinische Schriften
- Die Biomechanik der unteren Speiseröhre. Thieme, Stuttgart 1979, ISBN 3-13-574501-5.
- Die Chirurgie der Speiseröhre. Thieme, Stuttgart 1984, ISBN 3-13-655101-X.
- Der kundige Patient. Wie bekomme ich die optimale Behandlung? Vandenhoeck & Ruprecht, Göttingen 2003, ISBN 3-525-46198-4; 2., verbesserte Auflage: Der kundige Patient. Was darf ich von ärztlicher Behandlung erwarten? Epubli, Berlin 2014, ISBN 978-3-8442-9645-7.

### Romane (Auswahl)
- Zum Horizont. Aus dem Leben eines Chirurgen. Kettler, Bönen 2000, ISBN 3-935019-06-8.
- (fe:liks) oder die Stunde des Therapeuten. epubli-Verlag, Berlin 2014, ISBN 978-38442-9647-1.
- Frontbewährung. epubli-Verlag, Berlin 2016, ISBN 978-3-7418-2919-2.
- Evolution einer Liebe. epubli-Verlag, Berlin 2019, ISBN 978-3-748542-83-4.